# 美国作曲家、作家和发行商协会
美国作曲家、作家和发行商协会（英語：American Society of Composers, Authors and Publishers, ASCAP）是一个美国的非營利組織。

## 历史
1914年2月13日在纽约成立，现在其宗旨是保护作为它的成员的8万多名作曲家、歌词作家、诗人和音乐发行商的权利。其职责是：确保作者的作品在没有付费（版税）或者没有得到允许的情况下不被使用。